# NN Investment Partners
NN Investment Partners (kortweg NN IP) is een Nederlandse vermogensbeheerder die is gevestigd in Den Haag. Het bedrijf heeft kantoren in 15 landen in Europa, Azië, Noord-Amerika en Latijns-Amerika. Het is onderdeel van Goldman Sachs Group, Inc. NN IP is een actieve vermogensbeheerder voor institutionele en wholesale-beleggers over de hele wereld. Het beheerd vermogen bedraagt in totaal € 276 miljard en voor de meeste strategieën integreert het bedrijf ESG-factoren (milieu, maatschappij en governance) in het beleggingsproces. Wereldwijd staat NN IP 87ste op de lijst van grootste vermogensbeheerders, in Nederland derde. NN IP bedient pensioenfondsen, verzekeraars, family offices, onafhankelijke financiële adviseurs, banken en particulieren en beheert daarnaast het vermogen van NN Group.
Op 19 augustus 2021 maakte Nationale-Nederlanden bekend dat het overeenstemming heeft bereikt over de verkoop van NN IP aan Goldman Sachs Group, Inc.

## Verantwoord beleggen

### Actieve betrokkenheid
NN IP wil haar invloed als belegger actief doen gelden bij potentieel controversiële bedrijven, om hen op weg te helpen naar een beter ESG-profiel. Een goed voorbeeld hiervan is de palmolie-industrie. De stimulerende rol van NN IP bij verschillende grote plantagebedrijven heeft geresulteerd in een duurzamer beleid. In 2019 is NN IP lid geworden van de Ronde Tafel voor Duurzame Palmolie (RSPO).

### Uitsluitingen
In een beperkt aantal gevallen heeft NN IP zijn beleggingen afgestoten in sectoren die worden gezien als schadelijk voor de maatschappij en/of onze aarde. Uitgesloten bedrijfsactiviteiten zijn onder meer pornografie, boringen in het Noordpoolgebied, bont en speciaal leer, gokken, kernenergie, schalieolie en -gas en wapens.

### Partners
- De Principles for Responsible Investment van de Verenigde Naties (UN PRI)[8]
- Het klimaatcollectief Climate Action 100+[9]
- De Nederlandse Financieringsmaatschappij voor Ontwikkelingslanden (FMO)[10]
- Kenniscentrum ECCE (European Center for Sustainable Finance)[11]
- Platform Living Wage Financials[12]
- FAIRR-initiatief (Farm Animal Investment Risk and Return)[13]
- RSPO (Ronde Tafel voor Duurzame Palmolie)[14]

In 2019 heeft NN IP voor het eerst een jaarverslag Verantwoord Beleggen gepubliceerd. Hierin staat hoe de vermogensbeheerder ESG-factoren (milieu, maatschappij en governance) integreert in haar beleggingsprocessen. Volgens dit jaarverslag past NN IP verschillende ESG-criteria toe voor 67% van het totale beheerde vermogen.

## Beheerd vermogen
- € 276 miljard (per 31 december 2019)[2]
- Voor een beheerd vermogen van € 189 miljard zijn ESG-criteria (milieu, maatschappij en governance) geïntegreerd in het beleggingsproces.[4]
- Beheerd vermogen in duurzame beleggingsstrategieën: € 19,3 miljard[4]
- Beheerd vermogen in impact-strategieën (met een positieve bijdrage aan de duurzame ontwikkelingsdoelen van de Verenigde Naties): € 3,5 miljard[4]

## Producten en diensten

### Fondsen en beleggingsstrategieën
NN IP verzorgt het actieve beheer van allerlei fondsen in de categorieën vastrentende waarden, aandelen, multi-asset en alternatieve beleggingsstrategieën. De vastrentende strategieën zijn goed voor bijna twee derde van het beheerde vermogen van NN IP. Binnen deze categorie is het bedrijf in het bijzonder actief in het gespecialiseerde segment. Voorbeelden zijn obligaties van opkomende markten (EMD) en de groeiende markt voor groene obligaties (waarvan de opbrengsten worden gebruikt voor de financiering van projecten die gunstig zijn voor het milieu). NN IP richt zich naast haar gespecialiseerde aandelen-, multi-asset- en liquide alternatieve strategieën ook op de alternatieve kredietmarkt, een beleggingscategorie die bestaat uit minder liquide leningen en financieringskanalen.

### Fiduciair management
De fiduciaire diensten van het bedrijf omvatten verzekeringsstrategieën en pensioenoplossingen op maat voor zowel particulieren als bedrijven.

### Liability Driven Investing
Met LDI-oplossingen (Liability Driven Investing) helpt NN IP pensioenfondsen voldoende vermogen te verkrijgen om aan hun huidige en toekomstige verplichtingen te voldoen. Hiervoor combineert NN IP vastrentende beleggingsfondsen die zijn gericht op specifieke duraties en een selectie van tools voor cashmanagement en het beheer van onderpand.

### Managerselectie, portefeuilleconstructie en monitoring
NN IP’s onafhankelijk opererende dochter Altis is gespecialiseerd in de selectie en monitoring van externe managers en portefeuilleconstructie.

### Online platforms
NN IP biedt particuliere beleggers in Nederland en een aantal andere landen via online platforms ook de mogelijkheid om in haar fondsen te beleggen om persoonlijk vermogen of pensioenvoorzieningen op te bouwen. Op deze platforms, bijvoorbeeld FitVermogen.nl voor Nederlandse beleggers, kunnen consumenten op basis van verschillende risicoprofielen beleggen, afhankelijk van het financiële doel dat zij voor ogen hebben.

## Geschiedenis
NN IP is in 1994 opgericht onder de naam ING Investment Management. Moederbedrijf NN Group was toen onderdeel van bank-verzekeraar ING Groep. Na de financiële crisis van 2008 moest ING haar verzekeringsactiviteiten en de divisie vermogensbeheer afstoten. NN Group, de combinatie van deze twee activiteiten, heeft in 2014 een eigen beursnotering gekregen aan Euronext Amsterdam. Het jaar daarop werd ING Investment Management omgedoopt tot NN Investment Partners.

### Mijlpalen
- Aug 2008 – Ondertekening van de Principles for Responsible Investment van de VN[18]
- Apr 2015 - ING Investment Management gaat verder onder de naam NN Investment Partners[19]
- Mei 2015 – Introductie van een fonds voor leningen uit opkomende markten, samen met FMO (de Nederlandse Financierings-Maatschappij voor Ontwikkelingslanden)[20]
- Dec 2017 – Deelname aan het klimaatinitiatief Climate Action 100+[21]
- Apr 2019 – Invoering van de Equator Principles voor het financieren van projecten[22]
- Nov 2019 – Meerderheidsbelang in Venn Hypotheken[23]